# Isabel de Saavedra
Isabel de Saavedra, nacida Isabel Rodríguez y Villafranca (n. marzo de 1584 en Madrid-f. 19 de septiembre de 1652 en Madrid), fue hija natural del escritor Miguel de Cervantes, reconocida más adelante.

## Biografía
Isabel Rodríguez y Villafranca nació en marzo de 1584 en Madrid, hija natural de Miguel de Cervantes y su amante Ana de Villafranca y Rojas (1563-1598). Se creía que había nacido entre 1584 y 1585, su maternidad fue erróneamente atribuida a una hermosa dama portuguesa, y se llegó a especular si podía ser hija de Magdalena de Cervantes, hermana de Miguel, y de Juan de Urbina. Pero según la partida que descubrió Emilio Maganto Pavón, fue bautizada el 9 de abril de 1584 en la iglesia de los Santos Justo y Pastor, lo que permite desechar la especulaciones anteriores. Maganto Pavón aportó además 31 documentos nuevos e inéditos sobre la hija de Cervantes que desmienten muchas teorías y aclaran sus orígenes.
En la época en que fue concebida, su madre era una mujer casada con el tabernero Alonso Rodríguez, a quien el escritor conoció poco después de haber retornado de su largo cautiverio en Argel en 1580. Al nacer Isabel, fue inscrita como hija del marido de su madre, y su padre dejó de frecuentar la taberna. El escritor conoció en septiembre de 1584 a Catalina de Salazar, con quien se desposó el 12 de diciembre de 1584, en el lugar de Esquivias. El matrimonio no tuvo hijos. Parece poco probable que así mismo influyera su compromiso matrimonial con Catalina de Salazar, en su decisión de no reconocer a su hija quince años después.
En 1590 fallece el marido de su madre, a pesar de lo cual, su padre continuó sin tener ningún contacto con Isabel. En 1598 fallece su madre a los 36 años, quedando ella y su medio-hermana Ana solas. Más de un año después Cervantes asume su responsabilidad como padre, reconociendo a la joven cuando ya tenía quince años y reclamándola a través de su hermana Magdalena, que la puso a su servicio y le dio su segundo apellido, Saavedra, razones que pueden explicar en parte el tenso vínculo que hubo entre los dos. Según Maganto:
"Lo que parece evidente es que Cervantes no la reclamó cuando murió el padre putativo de Isabel, Alonso Rodríguez, en 1590. Después, tras la muerte de Ana de Villafranca, esperó más de un año para reclamarla y no quiso estar presente en tan honroso acontecimiento. Por otra parte, la reconoció de forma implícita, es decir no dándole su primer apellido, sino el de Saavedra, y siempre por intermedio de su hermana Magdalena", con la firma de un contrato para que Isabel entrara al servicio de la hermana de Cervantes, en el que, entre otras condiciones, disponía: “…de fecha once de Agosto de 1599, por tiempo de dos años, por veynte ducados en el dicho tiempo durante el cual servirá a doña Magdalena de todo lo que mandare dentro de la casa e le acompañare a servirla bien e fielmente, y la dicha doña Magdalena le ha de enseñar a hazer labor y a coser, e darla de comer y beber, e cama e camisa lavada, e hazella bien tratamiento, y obligo a la dicha su menor a que no se ira ni ausentará de su casa y servicio, y si se fuere e ausentare lo haga de servir en adelante el tiempo que faltare…”, evitando con este documento que se impusiera una curaduría que habría puesto al descubierto el parentesco entre Cervantes y su hija, antes de que el alcalaíno lo deseara. "Todo esto lo sabía su hija y nunca se lo perdonó. Para mí, son demasiadas contradicciones que no pueden explicarse solo por miedo a que su esposa Catalina se enterase."
Isabel de Saavedra se trasladó en el año 1603 a Valladolid (la Corte se había trasladado a la capital del Pisuerga en 1601), junto con las hermanas de su padre, Magdalena y Andrea y su prima Constanza de Ovando, hija natural de Andrea. Al siguiente año de 1604, llegaron a Valladolid: Miguel de Cervantes, junto con su esposa, Catalina de Salazar; doña Juana Gaytán, y su esposo don Diego de Ondaro; doña Luisa de Montoya, viuda del cronista Garibay, que se hallaba acompañada por sus dos hijos: Luis Esteban y Luisa. Todos, junto con las hermanas de Cervantes, más Constanza e Isabel, vivían en el mismo edificio de la calle del Rastro de los Carneros, a orillas del río Esqueva, afluente del Pisuerga, en las proximidades del Hospital de la Resurrección.
El 27 de junio de 1605, tuvo lugar una pendencia a la altura del puentecillo existente en el río Esqueva, frente a la vivienda que ocupaban Cervantes y familia, en la que un tal Gaspar de Ezpeleta sufrió graves heridas, siendo atendido por todos los residentes en el inmueble. Como consecuencia de ello, el alcalde de la ciudad, Villaroel, mandó llevar a las dependencias municipales a todos (excepto a Catalina que en esas fechas se hallaba, transitoriamente, atendiendo a su hermano Francisco de Salazar y Palacios, en el Lugar de Esquivias) los que en dicho edificio vivían, para tomarles declaración. En la declaración que hizo Isabel de Saavedra, esta, falseó su edad, afirmando que era de edad de 20 años, cuando ya tenía cumplidos los 21 años. Por esas fechas, Isabel tenía una relación de amancebamiento con Simón Méndez, de quien recibía suntuosos regalos. 
En el año de 1606, al haberse trasladado ese mismo año la Corte de nuevo a Madrid, la familia Cervantes hizo lo mismo. Poco después, de forma imprevista, Isabel de Saavedra se desposó con Diego Sanz del Águila, persona de la que, Cervantes y Catalina, no tenían referencias. En 1608, su esposo Diego fallece repentinamente. Desde antes de enviudar, Isabel mantiene una relación adúltera con Juan de Urbina, también casado, Secretario de los Duques de Saboya, con quien Isabel tuvo una hija, Isabel Sanz y Saavedra, que fallecería a los dos años en 1610.
No obstante la mala relación existente entre Miguel de Cervantes con su hija, y con la esperanza de que Isabel terminara su relación adúltera, éste arregla el matrimonio de su hija con Luis de Molina y Castilla: bajo contrato, con la firma de las capitulaciones y a cambio de una sustanciosa cantidad de dinero. El uno de marzo de 1609, en la iglesia de San Luis, se celebran la velaciones de Luis de Molina con Isabel de Saavedra, actuando Miguel de Cervantes y Catalina de Salazar, como padrinos del Acto:
"En el dicho día (01-III-1609), por decreto de su Señoría Ilustrísima, el Sr. Cardenal de Toledo, vele a Luis de Molina con doña Isabel de Saavedra. Padrinos Miguel de Cervantes y doña Catalina de Salazar, testigos Pedro Diaz de Paredes y Mateo Aparicio y Juan de Acedo Belázquez y otros, y lo firme. El Licenciado Ramos".
Aunque la relación de Isabel de Saavedra con Cervantes es distante, el 22 de abril de 1616, Isabel se halla presente en el fallecimiento de su padre. No ocurrió lo mismo en la defunción de su madrastra Catalina de Salazar y Palacios, ocurrida el 30 de octubre de 1626, donde sí se halló presente su esposo, Luis de Molina, a quien Catalina nombró como uno de sus albaceas, junto a su hermano Francisco de Salazar y Palacios. Luis de Molina fallece 23 de enero de 1632.
Supuestamente Isabel pasó sus últimos años en el convento de la Trinitarias donde su padre había sido enterrado, tomando el nombre de sor Antonia de San José, en honor a Mariana de San José, nombre tomado por según unas versiones su madre o su medio-hermana.
Isabel falleció el 19 de septiembre de 1652.
En opinión de Maganto, Isabel fue, con Catalina de Salazar, la esposa de Cervantes, la mujer que más influyó en la vida del autor. En cuanto a otro supuesto hijo de Cervantes, de existencia muy incierta, habría nacido en Nápoles en 1575 y muy poco se sabe de él, salvo que se llamaba Promontorio y se menciona en el capítulo VIII de su Viaje del Parnaso junto con su madre, a la que Cervantes llamaba Silena, el escritor lo describe como un hombre de armas, por lo que habría llegado a edad adulta.